# Quintin Riley
Pour les articles homonymes, voir Riley.
Quintin Theodore Petroc Molesworth Riley, né le 27 octobre 1905 à Little Petherick et mort dans un accident de voiture le 25 décembre 1980 dans l'Essex, est un explorateur britannique.

## Biographie
Quintin Riley est né en 1905 à Little Petherick en Cornouailles. Il est le plus jeune fils d'Athelstan Riley. Il fait ses études au Lancing College (en), où il rencontre Gino Watkins (1907-1932). Il poursuit ses études au Pembroke College de Cambridge, où il obtient son diplôme en 1927.
En 1930-1931, Riley rejoint la British Arctic Air Route Expedition en tant que météorologue. Cette expédition consiste en une équipe de quatorze hommes dirigée par Watkins avec pour mission d'étudier, et de surveiller les conditions météorologiques sur la côte est peu explorée du Groenland. À peine un an plus tard, Riley retourne au Groenland pour la 1932–33 East Greenland expedition (en), également dirigée par Watkins. Il est l'un des trois seuls membres restants de l'équipe après la mort de Watkins à Tuttilik.
Riley rejoint ensuite l'Expédition British Graham Land de 1934 à 1937, dirigée par son ancien coéquipier au Groenland, John Rymill. En 1938, il passe dans la Royal Naval Volunteer Reserve et est actif en Norvège et en Islande – entre autres – pendant la Seconde Guerre mondiale. Vers la fin de la Guerre, il est nommé commandant du No. 30 Commando (en) grâce au commandant Ian Fleming.
Il meurt dans un accident de la route le jour de Noël 1980 alors qu'il vivait à la retraite dans l'Essex.

## Hommages
- Le Riley Glacier (en) en Terre de Palmer en Antarctique, a été nommé en son honneur.
- 1932 : Médaille polaire